# Barbat (Musikinstrument)

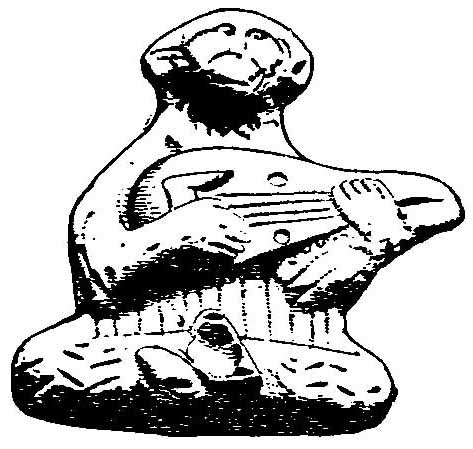
Möglicher Vorläufer der sassanidischen Kurzhalslaute barbaṭ und der chinesischen pipa. Umzeichnung nach einer im zentralasiatischen Khotan ausgegrabenen Terrakottafigur

Der Barbat (persisch بربط, DMG barbaṭ nach überlieferter Schreibung; heute auch persisch بربت, DMG barbat) ist ein historisches gezupftes Lauteninstrument, das spätestens seit der Sassanidenzeit in der Gegend des heutigen Iran belegt ist. Er gehört zu einer Gruppe von Kurzhalslauten mit birnenförmigem Korpus, die um die Zeitenwende in Zentralasien und Nordindien greifbar werden und sich unter verschiedenen Namen bis nach Südarabien und nach Südostasien verbreitet haben. Der bekannteste Abkömmling des barbaṭ ist die arabische Laute ʿūd, dessen rundbauchige Form von einem im 8. Jahrhundert neu entwickelten Lautentyp abstammt. Dieses größere Instrument wurde nicht mehr aus einem Stück Holz herausgearbeitet, sondern aus mehreren Holzspänen und einem separaten Hals zusammengefügt. Es diente als Vorbild für die mittelalterliche europäische Laute. Bis etwa im 11. Jahrhundert der persische Name barbaṭ für die verschiedenen Lauten verschwand, wurde er häufig synonym zum arabischen Begriff ʿūd verwendet. In der heutigen iranischen Musik meint barbaṭ die arabische Laute in persischer Spieltradition.

## Etymologie
Die Etymologie ist unsicher. Häufig wiederholt wird die von al-Chwarizmi (um 780 – um 850) geäußerte Ableitung aus Persisch bar („Brust“) und baṭ („Ente“) nach der mit einer Entenbrust assoziierten Krümmung von Korpus und Hals. Eine andere Herleitung führt barbaṭ über das mittelpersische barbut oder barbud auf die antike griechische Leier barbitos (barbiton) zurück, dessen Bauform mit dem barbaṭ jedoch kaum etwas gemeinsam hat, außer dass es sich um ein Saiteninstrument handelt. Im europäischen 17. Jahrhundert wurde die Basslaute Theorbe gelegentlich „Barbiton“ genannt.
Einige Musikgelehrte haben auch vermutet, dass sich der Name auf den Hofmusiker Bārbad zur Zeit des sassanidischen Großkönigs Chosrau II. Anfang des 7. Jahrhunderts n. Chr. beziehen könnte. Doch steht dem die gänzlich unterschiedliche Schreibweise entgegen. Curt Sachs hielt die Herkunft von barbitos nicht für gesichert und schlug stattdessen die Verbindung zu Sanskrit bharbhi, „mit dem Finger (die Saiten) stark anreißen“ vor.

## Herkunft

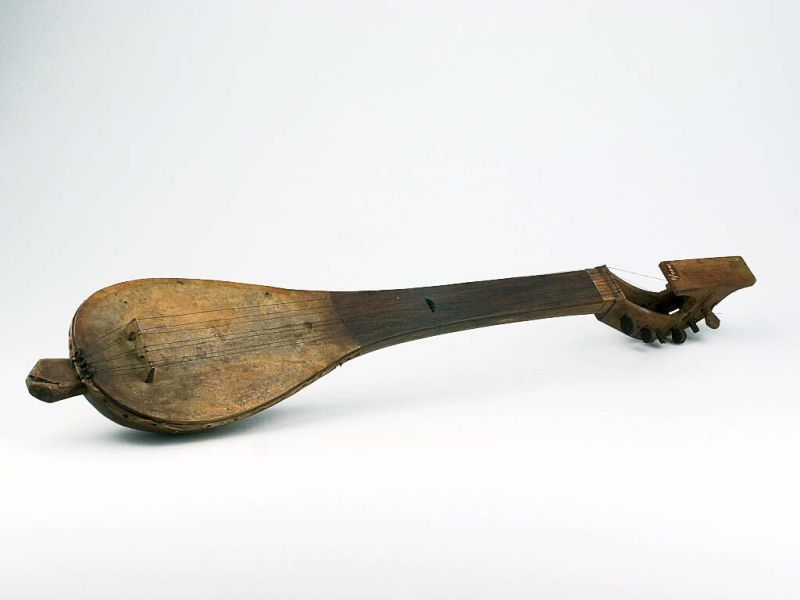
Gambus Melayu mit Hautdecke, vor 1936. Ähnelt vermutlich der ursprünglichen Form des barbaṭ. Der Korpus ist wie bei der verwandten hasapi aus einem Holzblock herausgeschnitzt. C-förmig gebogener Wirbelkasten. Aufnahme aus dem Tropenmuseum in Amsterdam

Auf einem Rollsiegel der Akkadzeit (um 2350–2170 v. Chr. nach der mittleren Chronologie) ist ein sitzender Musiker abgebildet, der eine Langhalslaute in der üblichen Spielposition schräg vor dem Körper hält. Auch ein anderes Rollsiegel, das in die Regierungszeit von Naram-Sin (reg. 2273–2219 v. Chr.) datiert wird, belegt Lauten in der Akkadzeit in Mesopotamien. Weitere Abbildungen von Lauten werden in die erste Hälfte des 2. Jahrtausends v. Chr. datiert und stammen aus einem Gebiet von Nordsyrien bis Mesopotamien. Zeitgleich mit der Hyksos-Einwanderung im Alten Ägypten um 1700 v. Chr. finden sich dort die ersten Lauten. Die Abbildungen zeigen Instrumente mit langem Hals und kleinem schalenförmigen Korpus. Manche besaßen Bünde, es gab aber keine Wirbel, um die zwei oder drei Saiten zu spannen. Diese waren stattdessen mit Stoff- oder Bastknoten am Halsende festgebunden.
Die ältesten Langhalslauten bestanden aus zwei Teilen: einem langen dünnen Hals, der durch einen Korpus gesteckt ist, was zu der Bezeichnung „Spießlauten“ führte. Nach Curt Sachs bestand der Korpus bei den ältesten Lauteninstrumenten aus einem Naturmaterial wie Kokosnussschale, Kalebasse oder einem Schildkrötenpanzer. Durch Export in Gebiete, in denen solche fertigen Naturformen nicht vorhanden waren, hätte sich dort die Notwendigkeit ergeben, den Korpus aus Holz anzufertigen.
Erstmals im 8. Jahrhundert v. Chr. ist im Iran auf elamitischen Tonfiguren in Umrissen ein neuer Lautentyp ohne separaten Hals zu sehen. Er wurde wohl aus einem Stück Holz herausgearbeitet und bildete die Urform für den barbaṭ und die große Gruppe der davon abgeleiteten Lauten. Möglicherweise noch älter, aber schlecht erkennbar ist eine altägyptische Kurzhalslaute. Die Darstellung auf einer Tonfigur stammt aus der 19.–20. Dynastie (13. bis 12. Jahrhundert v. Chr.). Auf einem der lebensnahen Reliefs am Stupa von Bharhut (im indischen Bundesstaat Madhya Pradesh) aus dem 2. Jahrhundert v. Chr., das sich heute im Indian Museum von Kalkutta befindet, ist eindeutig eine Kurzhalslaute abgebildet. Ein nach unterschiedlichen Ansichten ins 1. Jahrhundert vor oder nach Christus datiertes Basrelief von Chaltschajan im antiken Baktrien und heutigen Süden von Usbekistan zeigt eine ähnliche Laute, ebenso eine Skulptur des 2. bis 4. Jahrhunderts n. Chr. aus Gandhara im Norden Pakistans. Eine Laute mit rundem Korpus und etwas längerem Hals, die sogenannte „Gitarren-Vina“, war an den Stupas von Amaravati (2. Jahrhundert v. Chr.) und Nagarjunakonda (3. Jahrhundert n. Chr.) abgebildet. Ihr Name in den zeitgenössischen Quellen, kacchapi (von Sanskrit kacchapa, „Schildkröte“, vgl. kacapi), ist von der Form des Korpus, nicht von dessen Material abgeleitet. Die Kurzhalslaute dürfte nach Lage der Fundstätten zu urteilen im Bereich vom Iranischen Hochland bis nach Nordindien entwickelt worden sein und sich im genannten Zeitraum dort verbreitet haben.
Nach dem arabischen Philosophen al-Masʿūdī (um 895–957) geht der barbaṭ auf die im 1. Buch Mose erwähnte Person Lamech zurück. Lamechs Sohn Jubal hat nach der Erzählung die Leier kinnor erfunden und gilt als Urvater aller Musiker. An anderer Stelle sieht al-Masʿūdī den Ursprung der Laute bei den Alten Griechen. Tatsächlich scheinen Saiteninstrumente mit Griffbrettern bei den Griechen nicht bekannt gewesen zu sein, lediglich einige Terrakotta-Figuren aus hellenistischer Zeit im 3. bis 2. Jahrhundert v. Chr. stellen Lautenspielerinnen dar.

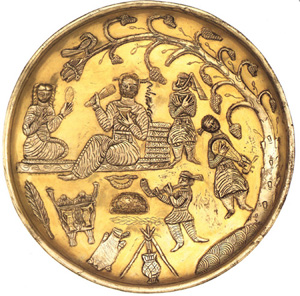
Sassanidischer Silberteller mit mehreren Musikern aus dem 7. Jahrhundert. Am rechten Rand eine Frühform des barbaṭ

Über die Bauform des barbaṭ ist bis zur Sassanidenzeit (4. bis 7. Jahrhundert) kaum etwas bekannt. Möglicherweise erhielt das Instrument während der Regierungszeit von Schapur I. (241–272) eine etwas andere, verbesserte Form. Es ist unklar, ob die Decke aus einer Tierhaut oder aus einem dünnen Holzbrett bestand. Auf sassanidischen Abbildungen, die Musiker zeigen, tritt das Motiv einer Tänzerin innerhalb einer Musikgruppe in den Vordergrund. Ein Silberteller, der sich im British Museum befindet, zeigt in Frontalansicht einen stehenden Lautenspieler am Rande einer Bankettszene. Er hält ein birnenförmiges Instrument mit vermutlich drei Saiten schräg vor der Brust. Auf einem anderen Silberteller sitzt in einer ungewöhnlichen Darstellung eine Frauenfigur mit einer Laute im Zentrum, ohne das sonst übliche Tänzerinnen- oder Bankettmotiv. Ihr Kopf ist von einem Nimbus umgeben, der üblicherweise ein Zeichen für Göttlichkeit und Unsterblichkeit ist.
Der wegen seiner Musikalität gerühmte Sassanidenherrscher Bahram V. (reg. 420–438) verhalf den Musikern zu höherem Ansehen und förderte die Einwanderung von Tausenden von Sängern und Tänzern aus Nordindien. Die über Belutschistan ins Land Gekommenen wurden ẓuttī genannt. Chosrau I. (reg. 531–579) senkte den Status der Musiker wieder auf die vorherige niedrige Stufe. Der bedeutendste Hofmusiker war der unter Chosrau II. (reg. 590–628) wirkende Bārbad. Er galt als virtuoser barbaṭ-Spieler und prägte durch seine Kompositionen und Musiktheorien entscheidend die damalige persische Musik. Auf Felsbildern, Keramik und Metallgeschirr der Sassanidenzeit sind neben dem barbaṭ die beiden Winkelharfen van (liegend gespielt) und čang (stehend), die Langhalslaute rabāb, die Gabelbecken čagān und eine Mundorgel zu sehen.
Der sassanidische barbaṭ besaß meist vier Saiten, im Unterschied zur zweisaitigen Langhalslaute ṭunbūr. Daneben muss es im Irak Ende des 7. Jahrhunderts noch eine zweisaitige Kurzhalslaute gegeben haben. Ein barbaṭ mit zwei Saiten blieb aus dem 8./9. Jahrhundert erhalten. Die vier Saiten waren teilweise doppelt angebracht, in Quarten gestimmt und wurden mit einem Plektrum gezupft. Beim arabischen Stammesverband der Ghassaniden in vorislamischer Zeit im Raum Syrien und unter der frühislamischen Umayyaden-Dynastie war der barbaṭ das beliebteste Musikinstrument. Ab dem 5. Jahrhundert begleitete er den Gesang der persischen und byzantinischen Singmädchen. Am ghassanidischen Hof traten im 7. Jahrhundert zehn oder mehr Singmädchen mit barabīṭ auf. Über die kulturell bedeutende Lachmiden-Hauptstadt al-Hira am Unterlauf des Euphrat, wo um das Jahr 600 Araber die Laute übernahmen, gelangte sie im Laufe des 7. Jahrhunderts weiter nach Mekka und Medina, möglicherweise im Gepäck persischer Sklaven, die zur Arbeit in die Städte der arabischen Halbinsel verbracht wurden.
Der Rechtsgelehrte und Begründer der Hanbaliten-Rechtsschule Ahmad ibn Hanbal (780–855) untersagte alles unislamische Musizieren, sodass praktisch nur der religiöse Gedichtvortrag übrigblieb. Neben dem Gesang verbot er die von professionellen Musikern gespielten Instrumente, zu denen der barbaṭ, der ʿūd, die Bambusflöte nay, die Harfe ṣandsch und die gestrichene Laute rabāb gehörten. Erlaubt waren hingegen die Trommel ṭabl, die Rahmentrommel daff und das taktgebende Schlagholz qaḍīb.
Neben dem Namen barbaṭ gab es für Lauten in vorislamischer Zeit noch die arabischen Bezeichnungen mizhar und kirān. Falls der barbaṭ eine feste Holzdecke gehabt haben sollte, könnten die beiden letztgenannten, ansonsten baugleichen Instrumente mit einer Decke aus Tierhaut überzogen gewesen sein. Mizhar wurde in zeitgenössischen Quellen auch einfach mit dem ʿūd identifiziert und daneben im Lateinisch-Arabischen Wörterbuch des 10. Jahrhunderts als tympanum (Rahmentrommel) übersetzt. Saiteninstrumente und Trommeln wurden häufig mit demselben arabischen Wort bezeichnet. Muwattar, was schlicht „Saiteninstrument“ bedeutet, identifizierten die frühen Geschichtsschreiber ebenfalls als eine Laute, deren Saiten offensichtlich mit dem Daumen angerissen wurden.
Unabhängig von der Namensgebung entwickelte sich im 7. oder 8. Jahrhundert eine gänzlich neue Form einer Kurzhalslaute. Deren Korpus war nicht mehr schmal und aus einem Stück Holz gefertigt, sondern besaß eine tiefe bauchige Form aus aneinandergeleimten Holzspänen (Planken) und ein separates Griffbrett mit einem nach unten gebogenen Wirbelkasten. Der arabische Philosoph und Musiker al-Kindī (um 800–873) erwähnt, dass der Lautenkorpus möglichst dünn und ebenmäßig zu sein habe, wobei nicht klar ist, ob er in diesem Zusammenhang Holzspäne meinte. Eindeutig für die neue Bauweise fordert der Autor einer Ikhwān al-Ṣafaʾ betitelten Sammlung von arabischen Schriften zu Wissenschaft und Philosophie aus dem 10. Jahrhundert, dass die Planken (alwāḥ) dünn sein und aus leichtem Holz bestehen sollten. Eine Andeutung auf verschiedene Bauweisen des Korpus gibt der Musiker Ziryab, der sich weigerte, bei seiner ersten Aufführung vor Hārūn ar-Raschīd (reg. 786–809) auf der Laute seines Lehrers Isḥāq al-Mauṣilī zu spielen, weil sie „von einer anderen Struktur“ sei und lieber sein eigenes, deutlich leichteres Instrument benutzte.
Die Technik, durch Wässern oder mit Dampf Holzplatten zu biegen ist wesentlich älter und war bereits in der griechischen Antike bekannt, von den Römern gebogene Hölzer sind aus dem 1. Jahrhundert n. Chr. erhalten. Altägyptische Streitwagen besaßen in Theben um 1500 v. Chr. gebogene Holzräder. Dennoch war die Herstellung geeigneter dünner Planken für den Instrumentenbau aufwendig und kompliziert, was ein Grund für die relativ späte Einführung sein könnte. Die Araber dürfen als die Erfinder der Laute mit Plankenkorpus gelten.
Bei der neuen Laute erhöhte sich die Saitenzahl von vier auf fünf Doppelsaiten, die über ein Griffbrett mit sieben Bünden liefen. Andere Lautenformen existierten parallel. Um diese Zeit und im 11. Jahrhundert wurden die Bezeichnungen barbaṭ und ʿūd noch synonym verwendet. Bis zum 10. Jahrhundert tauchte der barbaṭ noch in seiner älteren Form in persischen Abbildungen auf, später verschwanden Name und Instrument aus der Herkunftsregion und die Bezeichnung ʿūd begann sich für die neue Bauform durchzusetzen.

## Verbreitung

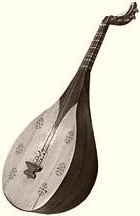
Persische Laute von 1910. Entspricht dem im 8. Jahrhundert entwickelten barbaṭ und dem heutigen ʿūd. Der Korpus besteht aus längsseitig verleimten Holzstreifen. Nach hinten geknickter Wirbelkasten

Während der Umayyaden-Zeit gab es mehrere unterschiedliche Lautentypen: 1) Bis in die Abbasidenzeit des 9. Jahrhunderts war die „persische Laute“, al-ʿūd al-fārisī bekannt. Es dürfte damit die alte schlanke Form des barbaṭ gemeint gewesen sein. 2) Die neue Lautenform, Vorbild des heutigen ʿūd, wird dem Musiktheoretiker und berühmten Hofmusiker von Bagdad Manṣūr ibn-Caʾfar Ḍārib Zalzal († 791) zugeschrieben, genannt ʿūd aš-šabbūṭ, nach dem Namen eines rundbauchigen Fisches. An seinem Instrument war ein neuer Bund vorhanden, der mit dem Mittelfinger zu greifen war und eine „neutrale“ Terz (zwischen kleiner und großer Terz) lieferte. Der Gelehrte al-Farabi (um 870–950) führte dieses, auch „der Mittelfinger Zalzals“ genannte Intervall später in die arabische Musiktheorie ein. 3) Im 10. Jahrhundert drängte im Irak die Langhalslaute ṭunbūr den ʿūd zeitweilig in den Hintergrund. 4) Ende des 7. Jahrhunderts gab es eine zweisaitige kurze Laute. 5) Der von al-Farabi in seinem „Großen Buch der Musik“ (Kitāb al-Mūsīqā al-kabīr) beschriebene ṭunbūr al-mīzānī (auch ṭunbūr al-Baġdādi) im 10. Jahrhundert mit einem langen Hals besaß Bünde, die das Spiel von Vierteltönen ermöglichten. Nach dem 10. Jahrhundert könnte eine Variante des alten barbaṭ mit vier Doppelsaiten unter dem neuen Namen ʿūd e-qadīm („klassische“ Laute) weiterexistiert und sich von der etwas größeren fünfsaitigen Laute ʿūd-e kāmel („perfekte“ Laute) unterschieden haben.
Der ältere birnenförmige, aus einem Holzblock gefertigte Lautentyp ist in seiner Ursprungsregion praktisch verschwunden, hat jedoch bereits etwa zeitgleich mit dem Aufkommen der rundbauchigen Form begonnen, sich in Asien, Afrika und Europa zu verbreiten. Von der zwei- oder dreisaitigen zentralasiatischen Laute kopuz leitete Curt Sachs eine Reihe von mit Tierhaut bespannten Kurzhalslauten ab, deren Namen mit dem arabischen Begriff al-qanbūs verwandt sind. Eine zentrale Rolle spielte die jemenitische Laute qanbus, die auf der arabischen Halbinsel auch als gabus und gabbus bekannt ist. Gabbusi heißt das entsprechende Instrument auf den Komoren.
Spätestens im 15. Jahrhundert brachten arabische Händler aus der südostjemenitischen Region Hadramaut Namen und Instrumententyp auf die Malaiische Halbinsel, nach Sumatra und später weiter auf andere indonesische Inseln. Die Kurzhalslaute könnte bereits ab dem 9. Jahrhundert, also lange vor Gründung der arabischen Handelsniederlassungen, von Sufi-Missionaren aus Persien zu einigen malaiischen Küstensiedlungen gebracht worden sein. Alle aus arabischen Ländern stammenden und heute in der malaiischen Inselwelt verbreiteten Lauten werden gambus genannt und ausschließlich in verschiedenen, mit dem Islam verbundenen Musikstilen gespielt. Die frühe birnenförmige Form, die vom jemenitischen qanbus abstammt, heißt gambus Melayu.

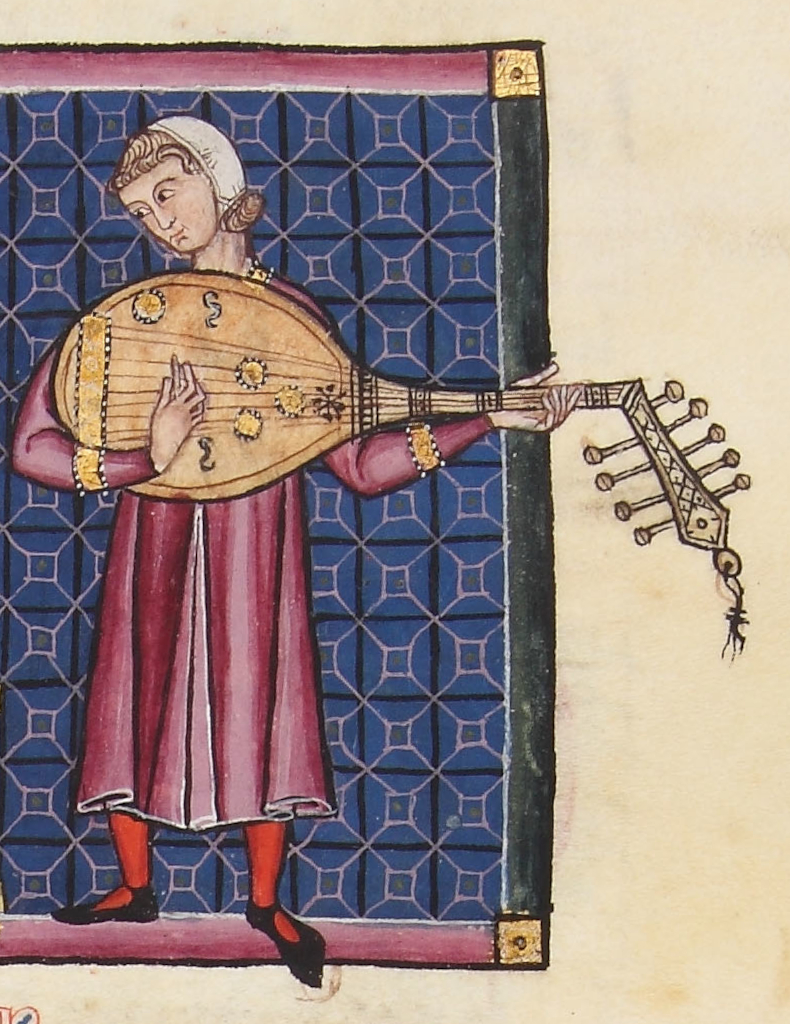
Illustration aus dem Manuskript Cantigas de Santa Maria, 13. Jahrhundert

Seit im 19. Jahrhundert weitere Händler aus dem Hadramaut mit dem ʿūd im Gepäck in größerer Zahl nach Südostasien kamen, hat die nach ihrer Herkunftsregion gambus Hadramaut genannte dickbauchige Laute die ältere gambus Melayu in den Hintergrund gedrängt. Auch im Jemen übernahm um die Mitte des 20. Jahrhunderts der ʿūd weitgehend den Platz der bis dahin im arabischen Raum letzten, vom alten barbaṭ abstammenden Laute. Der qanbus ist nur noch selten in der mittelalterlichen jemenitischen Volksmusik zu hören.
Eine andere birnenförmige Kurzhalslaute vom barbaṭ-Typ ist die chinesische pipa, die angeblich seit der Han-Zeit (206 v. Chr.–220 n. Chr.) bekannt ist. Im 13. Jahrhundert kam sie im Zuge der mongolischen Eroberungen nach Bagdad, wo sie miʿzaf genannt und mit einer ṭunbūr verglichen wurde. Mit ihr verwandt ist die japanische Laute biwa.
In welcher Form die Laute über die andalusische Musik nach Europa kam, ist auf einer Abbildungen der Liedersammlung Cantigas de Santa Maria aus dem 13. Jahrhundert zu sehen. Dargestellt ist eine dickbauchige Knickhalslaute mit neun seitenständigen Wirbeln. Neben den Lauten mizhar und barbaṭ gehörten zu den anderen, von den Abbasiden auf die Iberische Halbinsel gebrachten Musikinstrumente die arabischen Leiern qītāra und kinnāra.